# С дьявольским упорством
«С дьявольским упорством» (англ. Hell Bent) — двенадцатая и заключительная серия девятого сезона британского научно-фантастического телесериала «Доктор Кто». Премьера серии состоялась 5 декабря 2015 года на канале BBC One.
Этот эпизод стал последним для Дженны Коулман в роли спутницы Доктора Клары Освальд.

## Синопсис
На что способен Доктор, если лишить его всего, предать, пленить и разбить оба его сердца? После возвращения на Галлифрей Доктору предстоит сойтись с Повелителями Времени в борьбе, которая приведёт его в конец времени как такового. Кто такой Гибрид? И в чём заключается исповедь Доктора?

## Сюжет
В штате Невада Доктор входит в кафе и встречает официантку, как две капли воды похожую на Клару, вот только они друг друга не узнают. Он начинает рассказывать ей историю о Кларе. Во время рассказа зрителям показываются флэшбеки Галлифрея, после того как Доктор сбежал из исповедального диска. Колокола в монастыре Цитадели приходят в действие, оповещая о прибытии Доктора лорда-президента Рассилона, Высший Совет и сестёр Карна. Рассилон пытается призвать Доктора к себе, однако тот отказывается, возвращаясь в тот самый сарай, где он вырос и где чуть не уничтожил планету. Тогда Рассилон лично является на встречу с Доктором в сопровождении Генерала и отряда солдат. Однако Доктор требует, чтобы тот убрался с его планеты. Когда лорд-президент требует расстрела Доктора, то все солдаты, как один, стреляют мимо, а затем бросают оружие и переходят на сторону мятежного Повелителя Времени, ведь многие из них сражались бок о бок с ним во время войны. То же самое делает и Генерал, а затем прилетает подкрепление, вызванное Доктором. Рассилон покидает планету.
Генерал спрашивает Доктора о Гибриде, однако Доктор утверждает, что ему необходимо проконсультироваться с Кларой. Они используют «камеру извлечения», чтобы забрать Клару за мгновение до смерти («Узри ворона»), зациклив её биологические процессы во временной петле. Девушка жива, однако у неё отсутствует сердцебиение и постареть она не сможет. Генерал пытается объяснить всё это Кларе, а также то, что они не могут позволить ей покинуть пределы комнаты. После этого Доктор стреляет в Генерала из бластера, убедившись, что у того остались регенерации, и сбегает с Кларой, предварительно потребовав нейроблок у техника. Вместе с Кларой они бегут в монастырь, где находится Матрица — компьютерная система, которая служит вместилищем знаний об умерших Повелителях Времени. Доктор рассказывает своей спутнице, что был лишь один Повелитель Времени, которому удалось выбраться из монастыря, выжив при этом из ума. Клара догадывается, что это был сам Доктор, узнавший от монастырских духов о пророчестве о Гибриде, что впоследствии приведёт к тому, что он украдёт ТАРДИС и покинет Галлифрей. Они пытаются найти путь в ремонтный отдел, когда их настигают регенерировавший в женщину Генерал и сестра Охила. Они требуют, чтобы Клара отправилась с ними, а Доктор рассказал, что ему известно о пророчестве. Клара узнаёт от Охилы, что Доктор провёл четыре с половиной миллиарда лет в исповедальном диске, хотя мог покинуть его в любой момент, выдав все сведения о Гибриде. Клара отвлекает остальных, позволяя Доктору сбежать и вернуться за ней, украв новую ТАРДИС из мастерских под монастырём.
Доктор пытается улететь подальше от планеты, надеясь, что это позволит Кларе разорвать временную петлю, однако её сердцебиение всё ещё не восстанавливается. ТАРДИС прибывает в самый конец вселенной, за несколько минут до полного коллапса. Поскольку она перемещалась лишь во времени, а не в пространстве, ТАРДИС материализуется на руинах Галлифрея. Там Доктор встречает Эсхильду, которая осталась последним бессмертным существом во вселенной. Доктор предполагает, что она и есть Гибрид — человек с примесью технологий майров. Эсхильда в ответ утверждает, что Гибридом являются Доктор вместе с Кларой: Повелитель Времени и девушка, похожая на него, которые на всё готовы ради друг друга, что потенциально может привести к непредсказуемым последствиям. Доктор затем раскрывает ей, что собирается стереть воспоминания Клары о нём и оставить на Земле, чтобы её никогда не нашли Повелители Времени, так как они вернут её в момент гибели. Однако Клара всё слышит и использует звуковые очки Доктора, чтобы сменить полярность нейроблока. По возвращении Доктора и Эсхильды Клара требует оставить ей воспоминания, даже если ей суждено умереть. Доктор сомневается в том, что ей удалось модифицировать нейроблок должным образом, но признаёт, что зашёл слишком далеко в попытках уберечь свою спутницу. Они соглашаются использовать устройство одновременно, не зная, на ком оно сработает. Нейроблок стирает воспоминания Доктора о Кларе. Повелитель Времени прощается с девушкой и теряет сознание. После этого он приходит в себя в пустыне Невады, без понятия, как он там оказался и кто такая Клара.
В настоящем времени Доктор объясняет, что помнит всё, что связано с Кларой, за исключением её внешности. Выслушав его историю, официантка желает ему удачи в поисках и направляется в другую комнату, где за пультом управления ТАРДИС стоит Эсхильда. Становится ясно, что кафе — маскировка ТАРДИС, а официантка — и есть сама Клара. Закусочная-ТАРДИС исчезает, и Доктор видит свою собственную ТАРДИС, по-прежнему украшенную портретом Клары, который нарисовал Ригси. Тем временем Клара намерена вернуться на Галлифрей и принять смерть, приведя в порядок временную линию. Однако будучи бессмертной до того момента, она решает повидать вселенную вместе с Эсхильдой. Доктор находит прощальное послание Клары на доске и получает новую звуковую отвёртку от своей ТАРДИС. Затем Повелитель Времени задаёт новые координаты и отправляется в путь. Обе ТАРДИС Доктора и Клары разминаются в космосе.

## Съёмки
Серия вошла в восьмой съёмочный блок. Съёмки проходили в августе 2015 года. Часть сцен для этой и предыдущей серии «Ниспосланный с небес» была отснята на острове Фуэртевентура в составе Канарских островов (Испания).